# Ракинт, Николай Александрович
Николай Александрович Ракинт (8 июля 1850—1922) — русский генерал.

## Биография
Из дворянского рода Ракинтов герба Лебедь, происходившего из Трокского уезда Виленской губернии.
Родился в Санкт-Петербурге 8 июля 1850 года (старого стиля) в семье офицера (в дальнейшем — генерал-майора) Александра Викентьевича Ракинта и Виктории Ивановны Ракинт, урождённой графини Остророг. Брат генерал-майора В. А. Ракинта, героя Русско-японской войны. 
Николай Александрович был военным инженером, занимавшимся строительством железных дорог. Он закончил Николаевское инженерное училище и Николаевскую инженерную академию. Закончил службу в звании генерал-майора. Вот как рассказывается о его работе в книге «Железнодорожные войска России.»: 

В 1896 начинаются опыты с полевыми железными дорогами в окрестностях г. Люблина с привлечением военнослужащих 2-го и 3-го батальонов. Их цель — строительство узкоколейной железной дороги паровой тяги с достижением максимально возможных скоростей укладки. В 1897 году личный состав 4-го железнодорожного батальона успешно справился с престижной задачей — укладкой верхнего строения пути на Яблонна-Зегржской инженерной ветке. В 1898 году производится очередной опыт постройки полевой железной дороги с целью достижения максимальной скорости укладки. В данном случае удалось не только существенно превысить показатели, достигнутые в 1896 году, но и провести ряд экспериментов по строительству дорог на конной тяге. В августе 1899 года вновь повторяется опыт с полевыми узкоколейными железными дорогами. На этот раз в качестве рабочей силы на Люблинском полигоне было сосредоточено 56 пехотных рот. Постройкой руководил полковник Ракинт, общий надзор осуществлял генерал Вернандер. Благодаря накопленному ранее опыту и высокой концентрации сил и средств удалось добиться рекордных результатов — земляное полотно было отсыпано за полтора дня, а при непрерывной работе днем и ночью удалось достичь скорости укладки 11 верст в сутки.
— «Железнодорожные войска России.»
По состоянию на 1897 год Ракинт был инженер-полковником и, по данным дворянского адрес-календаря за тот же год, проживал по адресу: город Курск, улица Московская, дом Дружинина.
В 1903 году Ракинт был уже генерал-майор и жил в Киеве, где  председателем комитета по строительству храма Серафима Саровского в Пуще-Водице. Почетный гражданин Киева.
В 1920 году Николай Александрович жил в городе Красноярске на улице Песочной, 35.
В Красноярске Ракинт работал сотрудником отдела госсооружений в Совнархозе. Арестован 26.08.1920. Обвинение по ст. 58-10 УК РСФСР. Амнистирован 06.11.1920 Красноярской губкомиссией. Реабилитирован 08.05.2003 прокуратурой КК (П-6285).
Умер в 1922 году.
Сын — Ракинт, Владимир Николаевич (1877—1956) — известный искусствовед, был хранителем Эрмитажа, специалистом в области западно-европейского искусства.